# Portada/efemèride setembre 26
Jacques Chirac
« 25 de setembre · 26 de setembre · 27 de setembre »